# モーリス・ドッブ
モーリス・ハーバート・ドッブ（Maurice Herbert Dobb、1900年9月3日 - 1976年8月17日）は、イギリスの経済学者である。主にマルクス経済学、社会主義経済、開発途上国の研究に貢献した。

## 生涯
モーリス・ドッブは1900年にロンドンで誕生した。ケンブリッジ大学とロンドン大学で学び、1922年にはケンブリッジ大学で学士号（BA）を取得した。1924年にケンブリッジ大学の講師となり、以降ケンブリッジ大学を拠点として研究活動を行った。1922年にはイギリス共産党に入党しており、その思想的立場は彼の研究に深く影響を与えている。1951年にはピエロ・スラッファと共同で『リカード全集』を編纂し、経済学史における重要な業績を残した。1967年にケンブリッジ大学を退職し、1976年に75歳で永眠した。

## 専門分野と業績
ドッブの主要な研究領域は、マルクス経済学、社会主義経済、そして開発途上国の経済発展であった。彼は近代経済学の伝統的理論を批判的に検討し、マルクス経済学の視点から資本主義の分析を行った。
特に、ドッブは社会主義経済における計画経済の可能性と課題について深く考察したことで知られる。1920年代から1940年代にかけて展開された「社会主義計算論争」においては、オーストリア学派のミーゼスらが社会主義経済における経済計算の不可能を主張したのに対し、ドッブは計画経済による合理的な資源配分の可能性を擁護した。彼は、市場経済が内包する動態的な不安定性を克服するためには、生産や投資決定の集権的計画こそが社会主義システムの本質的特徴であると主張した。
また、ドッブは「封建制から資本主義への移行」に関する論争にも参加し、資本主義の起源と発展について歴史的な視点から分析を行った。彼の著書は、マルクス経済学を現代経済学の文脈で再評価する上で重要な役割を果たした。

## 主な著書
- 『政治経済学と資本主義』 (1937年)
- 『ソヴェト経済史』 (1948年)
- 『資本主義：昨日と今日』 (1959年)
- 『経済成長と経済計画』 (1960年)
- 『厚生経済学と社会主義経済学』 (1969年)
- 『価値と分配の理論』 (1973年)